# ネイト・オドムス
ネイト・オドムス（Nate Odomes、1965年8月25日 - ）は、ジョージア州コロンバス出身の元アメリカンフットボール選手。ポジションはコーナーバック。NFLで1987年から1996年までプレイした。
ウィスコンシン大学マディソン校を卒業後、1987年のNFLドラフト2巡目全体29位でバッファロー・ビルズに入団した。彼は1990年代初め、NFLを代表するディフェンスバックの1人としてビルズのスーパーボウル4年連続出場に貢献しプロボウルにも1992年、1993年選ばれた。「The Comeback」として知られている1993年1月3日のヒューストン・オイラーズとのプレイオフではウォーレン・ムーンのパスをインターセプトして決勝FGにつなげた。1993年にはシアトル・シーホークスのユージン・ロビンソンと並んでNFLトップの9インターセプトを記録し、第28回スーパーボウルでは第2Qにトロイ・エイクマンのパスをインターセプトし、ビルズはハーフタイムで13-6とリードしたが13-30と逆転負けを喫した。シーズン終了後、シアトル・シーホークスに移籍したが2シーズンを怪我で棒に振った。1996年にアトランタ・ファルコンズに移籍、そのシーズンで現役を引退した。
8シーズンで26インターセプト（うちインターセプトリターンTD1回）、3サック、8ファンブルリカバー（うちファンブルリカバーTD2回）の成績を残している。